# Guillaume Marion
Guillaume Marion est un joueur français de volley-ball né le 17 juillet 1980 à Saint-Germain-en-Laye (Yvelines). Il mesure 1,98 m et joue réceptionneur-attaquant. Son frère Quentin Marion est également joueur professionnel de volley-ball.

## Clubs
| Club                         | Pays     | De        | À         |
| ---------------------------- | -------- | --------- | --------- |
| JSA Bordeaux                 | France   | 1999-2000 | 1999-2000 |
| Asnières Volley 92           | France   | 2000-2002 | 2001-2002 |
| Tourcoing LM                 | France   | 2002-2003 | 2002-2003 |
| Saint-Brieuc CAVB            | France   | 2003-2004 | 2004-2005 |
| Par-Ky Menen                 | Belgique | 2005-2006 | 2005-2006 |
| Aix UC                       | France   | 2006-2007 | 2007-2008 |
| Saint-Brieuc CAVB            | France   | 2008-2009 | 2008-2009 |
| CA Brive                     | France   | 2009-2010 | 2009-2010 |
| LISSP Calais                 | France   | 2010-2011 | 2011-2012 |
| Plessis-Robinson Volley-Ball | France   | 2013-2014 | 2013-2014 |

## Palmarès
Néant.